# Fabresema sylviae
Fabresema sylviae là một loài bướm đêm thuộc phân họ Arctiinae, họ Erebidae.